# Kurt Nacken

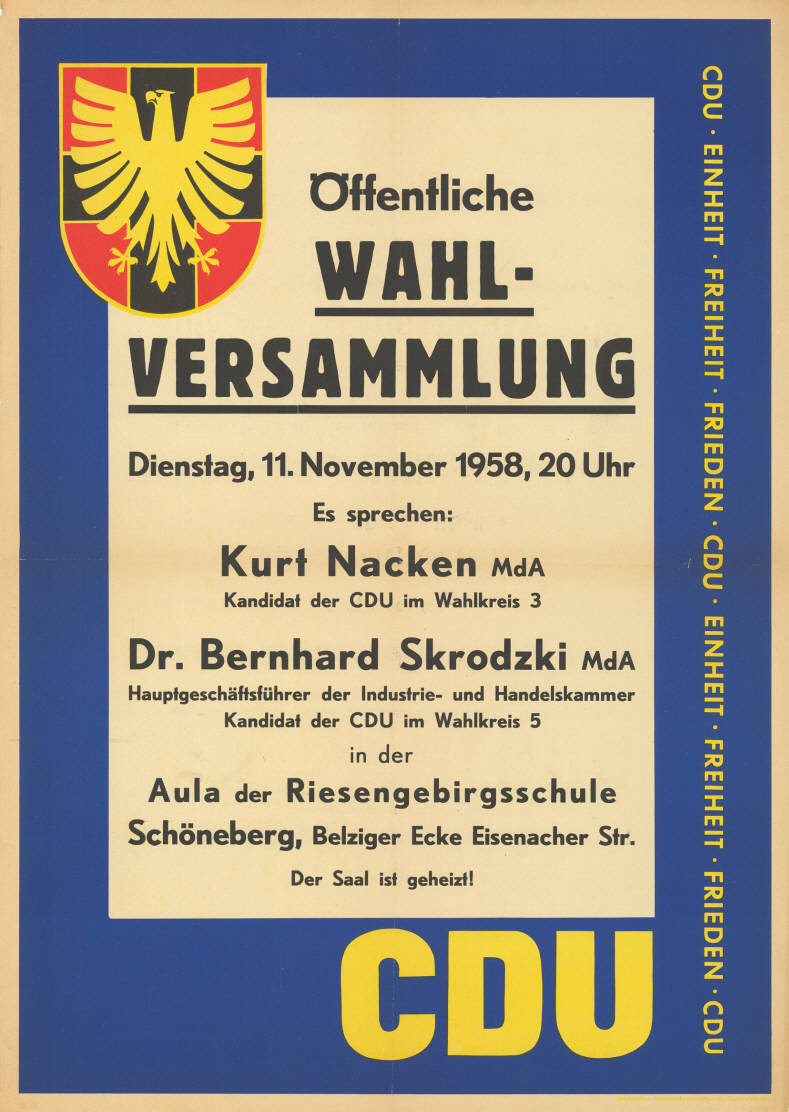
Ankündigung für eine Wahlversammlung in Berlin-Schöneberg, 1958

Kurt Nacken (* 19. August 1908 in Amöneburg, Kreis Marburg; † 5. Dezember 1964 in Berlin) war ein deutscher Politiker (CDU).
Kurt Nacken besuchte eine Mittelschule und machte eine kaufmännische Lehre. Er trat dem Windthorstbund und der Deutschen Zentrumspartei bei. Er wurde kaufmännischer Angestellter. Nach der „Machtergreifung“ der Nationalsozialisten führte er die katholische Jugendarbeit und auch die politische Arbeit in kleinen Widerstandsgruppen fort. 1940 wurde Nacken von der Wehrmacht eingezogen und 1942 schwer verwundet.
Nach dem Zweiten Weltkrieg trat Nacken 1945 der CDU bei und wurde Verwaltungsangestellter im Berliner Bezirk Schöneberg. Im Februar 1953 rückte er in das Abgeordnetenhaus von Berlin nach, da Alfons Lüke ausgeschieden war. Auch zwei Jahre später rückte Nacken in das Parlament nach, da Joachim Wolff im Februar 1955 zum Bezirksbürgermeister von Schöneberg gewählt wurde. Nacken wurde 1954 ehrenamtlicher Richter beim Sozialgericht Berlin und ein Jahr später beim Arbeitsgericht Berlin. 1963 schied er aus dem Abgeordnetenhaus aus.